# Жардецкий, Венчеслав Сигизмундович
Венчесла́в Сигизму́ндович Жарде́цкий (также известен как рус. Вячесла́в Сигизму́ндович Жарде́цкий, пол. Wenceslas S. Żardecki, англ. Wenceslas S. Jardetzky; 16 апреля 1896, Одесса, Российская империя — 21 октября 1962, Элкинс, Западная Вирджиния, США) —  российский, югославский и американский учёный в области астрономии, небесной механики и геофизики.

## Биография
Венчеслав Жардецкий родился в 1896 году в семье польского потомственного дворянина политика Сигизмунда Викторовича Жардецкого (1857-1920) и дочери одесского купца урожденной Марии Васильевны Кудрявцевой (1877-1956). В 1913 году окончил с серебряной медалью Ришельевскую гимназию в Одессе. В школе проявил разнообразные таланты в математике и музыке, абсолютный слух и был талантливым пианистом, но выбрал точные науки для последующих занятий. В том же году поступил на физико-математический факультет Императорского Новороссийского университета в Одессе, который окончил в 1917 году с дипломом 1-й степени. Во время обучения в университете увлекся математикой, теоретической механикой и астрономией. Работал в Одесской обсерватории под руководством А. Я. Орлова, а затем проходил стажировку в Пулковской обсерватории в Петрограде под руководством А. А. Белопольского. По окончании университета был оставлен при университете для подготовки к профессорскому званию. Однако, события русской революции и Гражданской войны резко изменили его жизненные планы. Во время отпуска в занятом белогвардейцами Одессе 1920 года в связи с наступлением большевиков Венчеслав вместе с матерью на пароходе уплыл в Константинополь, а потом эмигрировал в КСХС и поселился в Белграде.
Преподавал в Белградском университете, в реальном училище в Земуне, и белградской Русско-Сербской женской гимназии. Входил в правление Российского научного института. В 1923 году защитил докторскую диссертацию под руководством А. Д. Билимовича, в 1926 году стал доцентом, а затем в 1929 году экстраординарным профессором Белградского университета. Во время Второй мировой войны оставил университетскую кафедру и проводил научные исследования в домашних условиях.
После войны переехал в Австрию и работал профессором Грацского университета, затем был директором Института физики и астрономии, читал лекции в Высшей технической школе Граца. В 1949 году эмигрировал в США и начал работать в Ламонтской геологической обсерватории Колумбийского университета в Нью-Йорке, где занимал должность внештатного научного сотрудника до конца жизни. Венцеслав Жардецкий был членом Американского математического общества, Американского геофизического союза, и Нью-Йоркскую академии наук.
Подробнее о жизни и научном вкладе Венцеслава Жардецкого можно прочитать в книге "Геофизики Российского зарубежья".

## Наследие
Как учёный-астроном Венчеслав Жардецкий является автором научных изданий «Гидромеханика» (1933), «Теоретическая физика» (1940), «Распространение волн в тонких слоях» (в соавторстве).
Наибольших успехов ученый достиг, изучая теорию зонального вращения Земли, которая объясняет миграцию континентов. Венчеслав Жардецький является автором теории, что не Американский континент, как считалось, дрейфует на запад, а наоборот Евразийский движется на восток.
Труд учёного «Математические исследования эволюции Земли» (1935) опровергли гипотезу о тектоническое перемещения материков сформулированную 1912 года немецким геофизиком Альфредом Вегенером.
На Международном конгрессе математиков (Кембридж, Массачусетс) 1950 года Жардецкий доложил о свои новые исследования миграции континентов. Также он изложил свои убедительные аргументы в статье «Периодические полярные движения и деформация земной коры» (1962).
Итоги своих исследований в области небесной механики ученый изложил в монографии «Теория фигур небесных тел» (Нью-Йорк, 1958).
С 1992 года ежегодно в геологической обсерватории Ламотт-Догерти в Колумбийском университете читается мемориальная лекция в области наук о Земле в честь Вячеслава Жардецкого (Jardetzky lecture).

## Семья
- Жена - Татьяна Федоровна Тарановская, дочь русского эмигранта, профессора «энциклопедии права и истории славянских прав» Белградского университета Ф. В. Тарановского (1875-1936).
- Сын - Олег Жарде́цкий (англ. Oleg Jardetzky; 1929-2016), крупный американский ученый в области ядерного магнитного резонанса, профессор Стэнфордского университета, США[6]
- Внук - Теодор Жарде́цкий (англ. Theodore Jardetzky; род. 1960), профессор структурной биологии Стэнфордского университета, США[7]